# مکائوی سبزوزرد دومینیکی
مکائوی سبزوزرد دومینیکی (نام علمی: Ara atwoodi) نام یک گونه منقرض‌شده از سرده طوطی‌های شادرنگ است.